# Soulicious
Soulicious ist das fünfte Studioalbum der deutschen Sängerin Sarah Connor. Es wurde am 30. März 2007 von X-Cell Records veröffentlicht.

## Hintergrund
Connors fünftes Studioalbum widmet sich amerikanischen Soul-Klassikern aus den 1960er und 1970er Jahren. Das Album, das nach Connors zweiter Babypause erschien, wurde von Kay Denar und Rob Tyger produziert, die auch schon bei früheren Produktionen Connors mitgewirkt haben. Bis auf die selbstgeschriebenen Titel Soothe My Soul und Soulicious beinhaltet das Album ausschließlich Coverversionen. Zusammen mit einem 48-köpfigen Symphonieorchester nahm Connor die Lieder im Studio Saal 4 des ehemaligen Berliner Rundfunks auf. Der Dirigent war Joris Bartsch Buhle. Bei den Aufnahmen wurde jedes Stück live mit Instrumenten eingespielt.
Das Lied Your Precious Love ist ein Postum-Duett mit der US-amerikanischen Soul-Legende Marvin Gaye, der bereits 1984 starb. Connor durfte für den Song die Tonspur von Marvin Gayes Gesang verwenden. Es war das erste Mal, dass Gayes Nachlassverwalter so etwas einem Künstler außerhalb der USA gestatteten.
Zeitgleich mit dem Album wurde am 30. März 2007 die erste Singleauskopplung The Impossible Dream (The Quest) veröffentlicht, die in den deutschen Single-Charts Platz 8 erreichte. Das Lied war der offizielle Song zum Comeback von Henry Maske. Am 29. Juni 2007 folgte die zweite Single Sexual Healing. Als Gastsänger konnte der US-amerikanische R&B-Sänger Ne-Yo gewonnen werden, den Connor während ihrer Arbeit an Soulicious im März 2007 in Berlin kennengelernt hatte. Die neue Version des Liedes nahmen die Sänger aus Termingründen getrennt voneinander auf. Während Ne-Yo seinen Part in Atlanta einsang, nahm Connor ihren in Berlin auf. Im Musikvideo, das Szenen aus dem Film 9½ Wochen beinhaltet, ist ein Doppelgänger von Ne-Yo zu sehen. Das Lied Son of a Preacher Man wurde nur als Promo-Single veröffentlicht.

## Titelliste
1. The Impossible Dream (The Quest) (Joe Darion, Mitch Leigh) – 3:35
2. Soothe My Soul (Sarah Connor, Rob Tyger, Kay Denar) – 4:18
3. Your Precious Love (Postum-Duett mit Marvin Gaye) (Nickolas Ashford, Valerie Simpson) – 3:27
4. Get It Right (Marcus Miller, Luther Vandross) – 4:19
5. Part Time Love (David Gates) – 3:30
6. Sexual Healing (Marvin Gaye, Odell Brown, David Ritz) – 4:10
7. Son of a Preacher Man (John Hurley, Ronnie Wilkins) – 2:31
8. Soulicious (Sarah Connor, Rob Tyger, Kay Denar) – 3:47
9. Love on a Two Way Street (Sylvia Robinson, Bert Keyes) – 3:45
10. One Day I’ll Fly Away (Joe Sample, Will Jennings) – 4:20
11. I’ve Got To Use My Imagination (Gerry Goffin, Barry Goldberg) – 3:17
12. I Never Loved A Man (The Way That I Love You) (Ronnie Shannon) – 2:59
13. Same Old Story (Same Old Song) (Joe Sample, Will Jennings) – 4:23
14. If It’s Magic (Stevie Wonder) – 3:11

## Rezeption
Joachim Gauger von Laut.de gibt dem Album zwei von fünf möglichen Punkten. Er lobt das Duett mit Marvin Gaye; man habe Sarah Connor bisher nur selten so sinnlich singen hören wie in diesem Song. Weiterhin lobt er ihre Interpretation von Get It Right. Sexual Healing hingegen wirke beliebig, fast seelenlos, und ihre Version von If It's Magic stelle eine regelrechte Vergewaltigung dar.
Matthias Reichel von CDStats.de vergibt vier von zehn möglichen Punkten. Er findet, dass sich Soulicious, Soothe My Soul und Your Precious Love in der Gesangsperformance positiv vom Rest abheben. Alle anderen Songs klängen bemüht, aber nicht überzeugend.

## Chartplatzierungen
| ChartsChartplatzierungen | Höchstplatzierung | Wochen |
| ------------------------ | ----------------- | ------ |
| Deutschland (GfK)        | 6 (20 Wo.)        | 20     |
| Österreich (Ö3)          | 8 (8 Wo.)         | 8      |
| Schweiz (IFPI)           | 10 (9 Wo.)        | 9      |

| ChartsJahrescharts (2007) | Platzierung |
| ------------------------- | ----------- |
| Deutschland (GfK)         | 84          |